# Bodegas Torres
Bodegas Torres (Miguel Torres SA) es una bodega familiar situada en Villafranca del Penadés. Fundada en 1870 por los hermanos Jaime y Miguel Torres, actualmente es la bodega con mayor extensión de viñedos de su propiedad en la Denominación de Origen Penedés. 
En Chile cuenta con la bodega Miguel Torres Chile y en California, Estados Unidos, Marimar Torres fundó en 1986 Marimar Estate.
En España, aparte de la región del Penedès, también cuenta con viñedos en la D.O. Cuenca de Barberá, D.O.Q. Priorat, D.O. Costers del Segre, D.O. Toro, D.O. Jumilla, D.O.C. Rioja, D.O. Ribera del Duero, D.O. Rueda y, más recientemente, en D.O. Rías Baixas. 
Con su firma se comercializan vinos de distintas variedades, así como brandies. Sus vinos de gama alta incluyen Mas La Plana, Milmanda, Perpetual, Grans Muralles, Reserva Real, Fransola, Salmos, Waltraud, Purgatori, Sons de Prades... En brandies son conocidas las marcas Torres 5, Torres 10 y Torres 20, así como Jaime I, premiado como mejor brandy del mundo en los World Brandy Awards de 2015, y Torres 15, orientado al mundo de la coctelería. Los vinos y brandies de la familia Torres se exportan a más de 150 países.
La bodega está dirigida por la cuarta y quinta generación de la familia fundadora. Miguel Agustín Torres Riera es el actual Presidente y Consejero Delegado, y su hijo Miguel Torres Maczassek es el Director General desde septiembre del 2012. Mireia Torres Maczassek es la Directora del área de Innovación y Conocimiento. 
La Familia Torres pertenece a la asociación Primum Familiae Vini (PFV), creada en 1991, que integra a once de las familias centenarias elaboradoras de vino más importantes del mundo. 

## Historia
Jaime Torres emigró a Cuba en 1855. En la isla logró una fortuna gracias a la floreciente industria petrolífera y al comercio marítimo. En 1870 volvió a su tierra convertido en un hombre rico y se asoció con su hermano viticultor y fundaron la empresa en 1870, en Villafranca del Penadés. Una de las iniciativas de Jaime Torres fue la construcción de una cuba de vino con 600.000 litros de capacidad, la más grande del mundo en su época.
Juan Torres Casals, la segunda generación, empezó a destilar vinos para elaborar brandy en 1928.
Durante la guerra civil española, la bodega fue bombardeada y sus instalaciones fueron destruidas, incluida la enorme cuba. Miguel Torres Carbó, perteneciente a la tercera generación de la saga familiar, reconstruyó en 1940 la bodega, reiniciando su actividad. Interrumpió la venta de vino a granel para empezar a comercializarlo en botellas etiquetadas. En el año de la reconstrucción, Miguel Torres y su esposa cruzaron el Océano Atlántico para vender sus vinos. En aquella época se introdujeron las marcas Sangre de Toro, Viña Sol y Coronas. 
En 1962 Miguel A. Torres Riera, cuarta generación, se incorporó al negocio familiar. En 1966 comenzó a plantar cepas foráneas: al principio Chardonnay y Cabernet Sauvignon y, después, Merlot, Pinot Noir, Riesling y Gewürztraminer. En 1967 Miguel A. Torres Riera se casó con Waltraud Maczassek, artista alemana que dirigió durante 25 años las exportaciones de Torres vinos a Alemania. El Riesling que comercializa la familia lleva el nombre Waltraud en su honor. 
Desde 1975, Bodegas Torres ha practicado una viticultura respetuosa con el medio ambiente. Por otro lado, a lo largo de su historia, Torres aportó dos cambios particularmente importantes a la enología española: el control de temperaturas durante la fermentación de los mostos y la maduración del vino en pequeñas barricas de roble durante periodos limitados, como ha sido práctica habitual en Burdeos.
En 1979, los Torres se instalaron en Curicó, en el Valle Central de Chile, y en 1982 compraron terrenos en Sonoma, California, donde Marimar Torres, hermana de Miguel A. Torres, construyó su bodega Marimar Estate.
Con la muerte de Miguel Torres Carbó, en 1991, la bodega pasó a manos de su hijo Miguel A. Torres Riera. Su principal contribución ha sido, además de la internacionalización de la compañía, la elaboración de grandes vinos como Mas La Plana, Grans Muralles, Milmada, etc. Además, Torres Riera implementó en 2008 un ambicioso programa ambiental para reducir las emisiones de CO2 mediante el uso de energías renovables, eficiencia energética y transporte sostenible, combatiendo así el cambio climático, la mayor amenaza a la que se enfrenta hoy la viticultura.  
La quinta generación de la familia, representada por Miguel y Mireia Torres Maczassek, se focaliza en la elaboración de vinos singulares, la recuperación de variedades ancestrales y la investigación.   

## Fincas
- El viñedo Mas La Plana, ubicado en Pacs del Penedès, dentro de la D.O. Penedès, –que en la Edad Media formaba parte de los feudos del Conde de Barcelona–, está plantado con cepas de Cabernet Sauvignon, con una edad media de 30 años. Es uno de los primeros en que se cultivó en España con esta variedad de uva. De los racimos vendimiados en esta finca se elabora el vino del mismo nombre. Actualmente Mas La Plana es uno de los vinos tintos de mayor prestigio mundial, como afirma Julian Jeffs en su libro Vinos de España.
- En la finca Fransola, también situada en el Penedès, la Sauvignon Blanc comparte espacio con parcelas de Parellada. De la combinación de ambas, aunque con predominio de Sauvignon, nace el vino blanco Fransola, que exige una considerable pericia en su elaboración, pues parte de los mostos son fermentados en barrica, mientras el resto lo hace en depósitos de acero inoxidable, antes de su definitivo ensamblaje.
- Propiedad de la familia Torres desde 1983, Mas Borràs (Penedès) acoge un singular viñedo de Pinot Noir, variedad de uva que exige cultivos de incansable esmero y una implacable y severa limitación de rendimientos.
- Limitada a una extensión de solo cuatro hectáreas, la finca del Penedès que da origen a vino Torres Reserva Real, tiene una producción escasísima, que apenas supera las 6.000 botellas anuales, exclusivamente en las mejores añadas.
- Castell de la Bleda es una finca adquirida en 2016 en el Penedès, convertida en viñedo experimental de la variedad ancestral recuperada moneu, localizada en 1998 cerca de Querol.
- En la ruta del Císter, el castillo medieval de Milmanda da nombre a otra finca en la D.O. Cuenca de Barberá, de la que procede el vino blanco del mismo nombre. Milmanda se vinifica siguiendo métodos tradicionales, con fermentación en barricas nuevas de roble francés. La finca de Milmanda se halla en el municipio de Vimbodí y su viñedo se extiende en 15 hectáreas.
- Elaborado a partir de las uvas procedentes del viñedo que rodea las murallas el histórico monasterio cisterciense de Poblet, en la D.O. Cuenca de Barberá, el tinto Grans Muralles se compone de variedades ancestrales casi extinguidas, como Querol y Garró, junto a otras con las que estas comparten tierra: Garnacha tinta, Monastrell y Mazuelo.
- En 1996, la familia Torres adquirió viñedos en el Priorat, en las zonas de Porrera y El Lloar, donde construyó, en 2008, una bodega.
- En Costers del Segre, la familia Torres está presente en la zona de Les Garrigues, con la finca Purgatori que da origen al vino del mismo nombre, y en la zona de Pallars, con la finca de Sant Miquel de Tremp, situada a 950 metros de altitud.

## Reconocimientos
- Entre los últimos reconocimientos, destacan los siguientes:
  - World's Most Admired Wine Brand por la revista británica Drinks International (2014, 2015, 2017 ganador en 2018 y 2021
  - Premio Alimentos de España al Mejor Vino, que otorga el Ministerio de Agricultura, Pesca, Alimentación y Medio Ambiente del Gobierno de España, a Grans Muralles 2010 (premio concedido en 2017).
  - Reconocimiento "A la implementación de energías renovables" en la quinta edición de los Green Awards de la revista The Drinks Business por "haber reducido su huella de carbono mediante el uso de energías renovables" (2015).
  - Placa de Oro de la Orden Civil del Mérito Agrario, Pesquero y Alimentario, concedida en 2013 por el Consejo de Ministros del Gobierno de España a Bodegas Torres, por su carácter innovador y su proyección internacional.